# Ковалівка (Богодухівський район)
Ковалі́вка —  село в Україні, у Краснокутській селищній громаді Богодухівського району Харківської області. Населення становить 189 осіб. До 2020 орган місцевого самоврядування — Рябоконівська сільська рада.

## Географія
Село Ковалівка знаходиться на березі Ковалівського водосховища, розташованого на річці Ковалівка. Вище за течією примикає до села Рандава, нижче за течією примикає до села Березівка.
До села примикає село Рябоконеве. До села примикає лісовий масив.

## Історія
12 червня 2020 року, розпорядженням Кабінету Міністрів України № 725-р «Про визначення адміністративних центрів та затвердження територій територіальних громад Харківської області», увійшло до складу Краснокутської селищної громади.м
19 липня 2020 року, в результаті адміністративно-територіальної реформи та ліквідації Краснокутського району, село увійшло до складу Богодухівського району.